# Teratak Air Hitam
Teratak Air Hitam is een bestuurslaag in het regentschap Kuantan Singingi van de provincie Riau, Indonesië. Teratak Air Hitam telt 929 inwoners (volkstelling 2010).